# Alejandro Maclean
Alejandro "Álex" Maclean (6 augustus 1969 – Casarrubios del Monte, 17 augustus 2010) was een Spaans televisiefilmproducer en piloot die deelnam aan de Red Bull Air Race World Series met startnummer 36. De bijnaam van Maclean was "De Vliegende Matador".
Maclean, wiens opa Schots was en van hem zijn familienaam kreeg, was gefascineerd door vliegtuigen toen hij nog een kind was. Hij bouwde en verzamelde modelvliegtuigen en stapte later over naar remotecontrolvliegtuigen.
Toen hij 18 was kocht hij zijn eigen Ultralight vliegtuig. Hij begon snel met basismanoeuvres uitproberen in zijn nieuwe vliegtuig. Dit resulteerde in zijn eerste ongeval. Maclean overleefde later nog twee serieuze vliegongelukken.
In 2005 werd Maclean leider van het Spaanse kunstvliegteam.
Hij had een partnerschap in een televisiefilmproductiebedrijf, genoot van skydiven, helikopters vliegen, paardrijden en waterskiën. Hij was getrouwd.
Maclean kwam op 17 augustus 2010 om het leven toen zijn vliegtuig neerstortte tijdens een trainingsvlucht in Casarrubios del Monte, Spanje.